# Ljudi (Tolkien)
Ljudi su jedna od rasa u Tolkienovoj mitologiji. Oni su djeca Ilúvatarova. Vilenjaci su ih prozvali Atanima, Drugima, i Holdorima, Sljedbenicima jer su se u Međuzemlju pojavili nakon njih.

## Povijest

### Prvo doba
Najmlađa rasa na Ardi (osim možda hobita) probudila se u Hildórienu, na dalekom istoku, u vrijeme Prvog izlaska Sunca. Noldori su se prije mnogo vremena vratili u Beleriand iz Valinora. Prvih tristo godina i više ljudi su putovali na zapad da bi došli do Modrog gorja. Valari ih nisu posjetili niti pozvali u Valinor. Ljudi ih nisu razumjeli i bojali su ih se, bivajući toliko različiti od njih. Najbrže su se izmiješali s Mrkim vilenjacima, kojima su postali pratioci. Kada je pleme Bëora Starog, jednog od Triju ljudskih kuća, prešlo Modro gorje, nastanili su se oko izvora Thalosa u Ossiriandu, gdje ih je pronašao Finrod Felagund i poveo ih, na zahtjev Zelenih vilenjaka iz Ossirianda, u njihov novi dom, pokrajinu Estolad, Tabor, koja se nalazila istočno od Doriatha, između rijeka Celon i Gelion. Nakon Bëorova plemena, u Beleriand su pristigli Haladini, drugo ljudsko pleme, koje se nastanilo u Thargelionu. Zadnje je pristiglo Marachovo pleme, koje se naselilo istočno i južno od ova dva prethodna plemena, na mjestu gdje Patuljačka cesta prelazi Gelion. Ova tri plemena su bila najveća i najbrže su se izmiješali s vilenjacima Belerianda, pa su ih prozvali Edaini, i bila su tri plemena Prijatelja vilenjaka. Nakon nekog vremena ljudi su poželjeli otići dalje na zapad, što su mnogi i učinili, malo-pomalo, tako da se Bëorovo pleme naselilo u Dorthonionu, a Marachovo pleme se razdijelilo i najveći dio je otišao na obronke Ered Wethrina, ali manji dio je naposljetku završio u Hithlumu. Narod Haladina još uvijek je boravio u Thargelionu, no, nakon napada Morgothovih orka u kojem je mnogo Haladina stradalo, vođa tog plemena, žena po imenu Haleth, povela ih je na zapad do drugih ljudskih plemena. Tada su se naselili u šumi Brethil, zapadno od Doriatha, i bili su poznati kao Halethin narod. U toj velikoj seobi mnogi ljudi iz svih plemena, a najviše iz Marachova, odvojili su se i nestali bez traga, neki natrag na istok Međuzemlja, neki na jug. Kasnije su neki postali odvojeni narodi.
Ljudi su poslije toga stalno rasli i brojem i umom, kao i vilenjaci. No, kada su došla mračna vremena za Beleriand, nakon Dagor Bragollacha, a Morgothovi orci zauzimali sve više teritorija, broj ljudi naglo je opao, a narodi su se razdvojili i postali raštrkani. U ovo se vrijeme spominju Barahirovi podvizi u Dorhonionu gdje je s malo ljudi uporno odolijevao Morgothu. Morgoth je, s druge strane, ljudima nudio titule i posjede kako bi mu se pridružili, no ljudi su se pokazali otpornijima na njegovo zlo nego što je on mislio. U to vrijeme u Beleriandu su se pojavili Mrki ljudi. Mnogi su od njih potpali pod Morgothovu vlast, postavši njegove sluge i uhode. Edaini i Istočnjaci nisu bili u dobrim odnosima, jer Istočnjaci nisu bili skloni ratovanju, pa tako nisu ni došli u pomoć Kućama Edaina dok je Morgoth napadao sa sjevera. Nakon Nirnaeth Arnoediada ljudi i vilenjaci su se otuđili (osim ljudi iz Triju kuća), zbog toga što su ljudi, pod vodstvom Ulfanga izdali vilenjake napavši ih iz zasjede s boka. Usprkos toj izdaji, Edaini su učinili mnoga junačka djela u ratu protiv Morgotha. A krajem Prvog doba, kada je Morgothova pobjeda već bila izvjesna, Eärendil Pomorac se otisnuo preko Velikog mora tražeći zemlju Valara kako bi ih molio da pomognu ljudima u Međuzemlju. Nakon mnogih opasnosti i dugog putovanja našao je Valinor i pokrenut je Gnjevni rat kojim je Beleriand urušen, a Morgoth bačen izvan granica svijeta.
Vilenjaci su u početku dali mnoga imena ljudima, kao što su Atani (Drugi narod), Hildori (Sljedbenici), Apanónar (Poslije-rođeni), Engwar (Boležljivi), Fírimar (Smrtnici), Híni Ilúvataro (Ilúvatarova djeca), Otimači, Stranci, Nedokučivi, Samo-prokleti, Nezgrapni, Noćni plašljivci, Sunčeva djeca i još mnoga imena.

### Drugo doba
Nakon Gnjevnog rata, Edainima je načinjen novi dom, koji nije stajao ni u Međuzemlju, ni u Valinoru. Bio je to otok Andor (Darovana zemlja) na kojem su otada trebali živjeti. Kada su pristigli, na njemu su osnovali svoje kraljevstvo Númenór. Ti Edaini koji su dospjeli do Númenóra bili su početak naroda koji je poznat pod imenom Dúnedaini. U Drugom dobu najviše ima spomena o kraljevstvu Númenór, pošto su ostali ljudi u to vrijeme živjeli u Međuzemlju koje je još uvijek vrvjelo od Morgothovih uhoda i izopačenih bića. Tako su mnogi ljudi u Međuzemlju i sami postali iskvareni, dok su Edaini u to doba doživjeli svoj najveći procvat i u to vrijeme se najviše približili Eldarima. U početku su se Númenórejci vraćali u Međuzemlje kako bi poučavali i pomagali onima (donoseći im kukuruz, vinovu lozu, učivši ih poljoprivredi i obrtima) koji su ostali tamo, s vremenom sve više su dolazili kako bi porobljavali i skupljali danak, a ne poučavali. To je vrijeme nastanka mnogih utvrđenih gradova na zapadnim obalama Međuzemlja. Otada je ljudski strah od smrti sve više rastao, a Númenórski kraljevi bivali sve ponosniji. Kada su sami prouzročili svoju propast, gotovo svi Númenórejci su izginuli u Eruovom bijesu kojim je potopio njihovo kraljevestvo. Nekolicina ih se ipak spasila i oni su pobjegli u Međuzemlje, miješajući se s lokalnim stanovništvom u Trećem dobu.
Ti ljudi su doplovili u Međuzemlje sa zapada pod vodstvom Elendila i njegovih sinova, Isildura i Anáriona. Za vrijeme njihovog prelaska prego Velikog mora, podigla se velika oluja, tako da su im se brodovi razdvojili. Elendil je završio u Lindonu, na sjeveru Međuzemlja. Osnovao je svoje kraljevstvo Arnor u Eriadoru. Tamo su podigli velike kamene gradove Fornost, Cardolan, prijestolnicu Annúminas, kule na Emyn Beraidu i Amon Sulu. Isildura i Anáriona oluja je odnijela dalje na jug, gdje su osnovali kraljevstvo Gondor s glavnim gradom Osgiliathom na Anduinu. Također su sagradili i dvije kule, jednu na obroncima Bijelog gorja, Minas Anor, gdje je obitavao Anárion; i drugu, za Sumračnim gorjem, Minas Ithil, Isildurov dom. Mnogo drugih građevina je izgrađeno u to doba: Argonath, Aglarond i Erech, te kulu Orthanc, sagrađenu od neslomljive stijene. Međutim, prosperitet koji je vladao u Gondoru nije došao bez cijene; naime, u Međuzemlju su još obitavali drugi narodi ljudi koji nisu potjecali od Edaina. To su bili Haradrimi i Divlji ljudi iz šume. U Angmaru, na dalekom sjeveru, Kralj-vještac je okupljao Brđane i Istočnjake kako bi pustošili sjevernim kraljevstvom.
Za to vrijeme Sauron je pomoću devet prstenova pod svoju vlast stavio devet ljudskih kraljeva, porijeklom većinom iz Umbara i Harada. Oni su postali vrlo moćni u svoje vrijeme, no samo da bi još brže propali, jer njihovi životi ne završavaju nego se svode na nepodnošljivo postojanje. Tih devet kraljeva je postalo devet prstenovih utvara, Nazguli. Kada je učvrstio svoju vlast u Mordoru, objavio je rat Gondoru i zauzeo Minas Ithil (koji se nakon toga naziva Minas Morgul). Jedini način da se Sauron porazi bio je taj da se svi slobodni narodi Međuzemlja ujedine kako bi ga zaustavili. Vilenjaci pod vodstvom Gil-galada i ljudi pod Elendilom tada su se posljednji puta ujedinili kako bi nakon sedam godina opsade konačno porazili Saurona. Tijekom te opsade mnogi su i ljudi i vilenjaci poginuli, sam Elendil, Gil-galad, pa i Isildurov brat Anárion. Taj događaj označava kraj Drugog doba.

### Treće doba
Kako je Treće doba započelo uništenjem Saurona, mnogi ljudi su se tada okrenuli od zla i pridružili se Isilduru, koji je tada vladao Gondorom. No, još je i mnogo ljudi ostalo pod Sauronovom sjenkom, mrzeći kraljevstva Zapada. No, u cjelini, broj ljudi se smanjivao, tako da u vrijeme osmog Isildurovog nasljednika, Eärendura, Dúnedaini su bili podijeljeni na male kneževine i vlastelinstva boreći se između sebe, pošto jednostavno nije bilo dovoljno ljudi koji bi nastavali ogromne gradove koji su bili potrebni za vrijeme Elendila, propadanje Arnora bilo je neizbježno. Dúnedaini su na kraju postali malobrojni, lutajući u divljini. Na jugu je kraljevstvo Gondor neko vrijeme još raslo i razvijalo se, da bi kasnije također stalo propadati kao i Sjeverno kraljevstvo. Gondor je stajao kao bedem od Mordora koji je branio Međuzemlje, tako da je njegovu slabost iskoristio Sauron kako bi se ponovno vratio u Mordor. Nakon smrti Eärnura, 34. gondorskog kralja, kraljevstvo je ostalo bez nasljednika, pa je vlast preuzela dinastija Namjesnika iz kuće Mardila Vjernog. U vrijeme Ciriona, dvanaestog namjesnika s Rohirrimima, Gospodarima konja s dalekog sjevera, Gondor je uspostavio savezništvo, i poklonio im zemlju sjeverno od Bijelog gorja kako bi se tamo nastanili, kao nagradu za njihovu pomoć u obrani od navale Istočnjaka. Otada je na posjedima prije poznatima kao Calenardhon vladavina kraljevstva Rohan.
Takvo se stanje nastavljalo, Sauron je jačao, a kraljevstva ljudi su slabjela, sve do rata za Prsten. Tada je, intervencijom svih naroda, pa tako i Valara, Sauronu došao kraj. Dúnedain Aragorn, potomak Isildura, okrunjen je tada kao kralj Elessar, vladajući Gondorom i Arnorom. U to doba u Arnoru su obnovljeni sjaj i slava, a tako i Gondoru.

## Rodovi ljudi
Brojna su plemena ljudska u Međuzemlju - ovdje ćemo navesti neka od njih:

### Numenor
Nakon Gnjevnog rata, Edainima je načinjen novi dom, koji nije stajao ni u Međuzemlju, ni u Valinoru. Bio je to otok Andor (Darovana zemlja) na kojem su otada trebali živjeti. Kada su pristigli, na njemu su osnovali svoje kraljevstvo Númenór. Ti Edaini koji su dospjeli do Númenóra bili su početak naroda koji je poznat pod imenom Dúnedaini. Númenórejcima je podaren vrlo dug život i nikakve bolesti nisu poznavali. Rasli su u mudrosti i slavi, a i u visinu; ali, ne i toliko brojem. Na sredini otoka, na velikoj planini Meneltarmi stajalo je veliko svetište, posvećeno Eruu, i to je bio jedini hram u tom kraljevstvu. Prvi kralj Númenóra bio je Elros, koji je doživio petsto godina, a na vlast je došao kad je imao devedeset godina. U doba Númenóra postojalo je prijateljstvo ljudi i vilenjaka iz Valinora. Od njih, ljudi su naučili mnogo o zanatima, umjetnosti, pismima... Númenórejci su se izvještili u izradi oružja, no kako su u početku bili miroljubiv narod, okrenuli su se više brodogradnji. U zlatno doba Númenórejci su postali najpoznatiji moreplovci tog vremena. Kako su imali dopuštenje plovidbe samo na istok, ne i na zapad (pošto u Valinor nisu smjeli doći), ubrzo su se proširili i na obalama Međuzemlja. U početku su dolazili miroljubivo, s ciljem da pouče i unaprijede mjesno stanovništvo, a kasnije kao uzurpatori i uzimači danaka. Ta promjena dogodila se usporedno s negodovanjem prema Valarima. Naime, kada ja Ar-Pharazôn Zlatni (kraljevi se tada više ne zovu kvenjskim imenima, nego na adunaičkom, jeziku Númenórejaca) porazio Saurona u Međuzemlju, odveo ga je natrag u Númenór. Nakon nekog vremena, strah od smrti, koja se više ne doživljava kao dar nego kao prokletstvo, potpirivan Sauronom, je dosegao svoj vrhunac, i pred kraj svog života, Ar-Pharazôn odluči svom svojom silnom vojskom i brodovljem napasti Valinor. Naposljetku je i došao do Valinora, no čim je prvi Númenórejac stupio na to posvećeno tlo, ogromna oluja se podigla. Otok i kraljevstvo Númenór bili su potpuno uništeni, a Valinor odvojen od sfera Arde. No, neki su se ipak spasili, tzv. Vjerni, koji su dobili upozorenje da napuste otok i pođu za Međuzemlje. Ti su poslije ustanovili kraljevstva u Međuzemlju i nakratko oživjeli slavu Númenóra.

### Rohirrimi (Rohanci, Jahači Marke, Rohanski jahači)
Rohirrimi su bili pripadnici tzv. Srednjih ljudi, tj. onih koji su imali srodstvo s Trima kuća Edaina, no nisu se zaputili u Beleriand, već su ostali u Međuzemlju. Rohirrimi su dobili ime po vilenjačkom izrazu koji je označavao Gospodare konja. Njihovo prvotno prebivalište nalazilo se na sjevernom potezu rijeke Anduin. U to doba bili su narod pod imenom Éothéodi. Éothéodi su se doselili u te predjele u doba vladavine Eärnila II. zemlje između Stanca-kamena i Gladdena. Srodni su Beorninzima, a njihova legenda kaže da oni sami potječu od kraljeva Rhovaniona, koji su imali kraljevstvo na istočno strani Mrkodola prije nego što su to područje osvojili Vozari. U vrijeme kad je njima vladao Eorl Mladi, dobili su poziv za pomoć od Gondora koji je bio pod teškim napadima Istočnjaka, Haradrima i ljudi iz Umbara. Odazvali su se tom pozivu i pomogli obraniti Gondor. Tada im je Cirion, tadašnji namjesnik Gondora darovao svu zemlju sjeverno od Bijelog gorja u njihovo vlasništvo. Od tada su poznati kao Rohirrimi, Gospodari konja, a njihova država kao Rohan.

### Bardinzi
Bardinzi su ljudi iz Dôlja koji se spominju u kasnijem Trećem dobu. Ime im potječe od Barda, strijelca koji je porazio zmaja Smauga koji je opsjedao njihov dotadašnji glavni grad Esgaroth (Jezergrad) u blizini planine Erebor. Bard potječe od Giriona, poglavara Dôlja u vrijeme kad ga je Smaug razorio. Nakon Smaugove prevlasti nad tim područjem, ljudi su se vratili u Dôlje, i uz veliku suradnju s patuljcima iz Erebora, ponovno ga izgradili i postali vrlo slavni. Bardinzi su bili Sjevernjaci, i bili su srodni Beorninzima i Rohirrimima. No, ponešto su se razlikovali od njih, jer se su Bardinzi često imali tamnu kosu, i nisu bili tako svijetle puti kao Rohirrimi.

### Beorninzi
Beorninzi su bili narod koji je potjecao od Beorna, a živjeli su u ravnici Anduina između te rijeke i Mrkodola. Bili su poznati po tome što su, poput njihovih predaka, još dugo zadržali sposobnost pretvaranja u medvjeđi oblik.

### Forodwaith (Lossoth)
Malo poznati ljudi koji su nastanjivali Forodwaith, veliku ledenu pustoš na sjeveru Međuzemlja, po kojoj su i dobili ime. O njima se zna tek da su bili žilavi, što je i bilo potrebno kako bi preživjeli tako blizu Angbanda u tom silnom ledu. Navodno su naselili Forodwaith još u Prvom dobu, i nisu se nikada selili. Do Trećeg doba od njih nije ostalo gotovo ništa, tek malobrojni narod koji je sebe nazivao Lossoth, a živio je oko zaljeva Forochel. No, ostavili su traga u tome što cijela ta ledena pustinja, koja se proteže duž Surog gorja, na cijelom sjeveru Međuzemlja, sve do Forochela, nosi njihovo ime. Pretpostavlja se da je ovo nekada bio nomadski narod, jer postoje zapisi Lossotha koji na to ukazuju. „To je čudan, negostoljubiv narod [Lossothi], ostaci Forodwaitha, ljudi iz prastarih vremena, naviklih na ljutu studen u kraljevstvu Morgothovom. Zapravo, te studeni još traju u tim krajevima, iako nisu više od stotinu milja sjeverno od Shirea. Lossothi prebivaju u snijegu, kažu da znaju trčati po ledu s kostima na stopalima i da imaju kola bez kotača. Obitavaju mahom u kraju nepristupačnom njihovim neprijateljima, na velikom rtu Forochela koji na sjeverozapadu zatvara veliki istoimeni zaljev, ali često logoruju na južnim obalama tog zaljeva podno Gorja.“ (ROTK, Dodatak A; Eriador, Arnor i nasljednici Isildurovi; str. 354).

### Bree
Ljudi u Breeju bijahu smeđokosi, plećati i oniski, veseli i samostalni- nikome nisu pripadali doli sebi, ali su održavali prijateljskije i prisnije odnose s hobitima, patuljcima, vilenjacima i ostalim stanovnicima okolnog svijeta nego što je bilo (ili jest) uobičajeno među Velikim ljudima. Prema njihovoj vlastitoj predaji, oni su bili prvobitni stanovnici i potomci prvih ljudi koji su se ikad naselili na zapadu Međuzemlja. Malo ih je bilo preživjelo previranja u staro doba, ali kad su se kraljevi vratili preko Velikog mora, zatekli su ljude još u Breeju, a bili su tu i sad kad je sjećanje na stare kraljeve bilo već zaraslo u travu.

### Druedaini (Wosi, Pukel-ljudi, Divlji ljudi)
Drúedaini su bili narod o kojem se relativno malo zna. Uvijek su bili malobrojni, sastojavši se tek od nekoliko stotina pripadnika podijeljenih na porodice ili manja plemena. Od najranijih dana ljudi Drúedaini su bili zaseban narod, pošto ne pripadaju Trima ljudskim kućama. Tako su i njihove karakteristike bile nešto drukčije od onih ostalih ljudi. Naime, bili su: „...nenavidni: zdepasti (visoki oko četiri stope) ali vrlo široki, teških stražnjica i kratkih, debelih nogu; široka su im lica imala duboko usađene oči pod teškim čelima i plosnate noseve, a ispod obrva bili su posve ćosavi, izuzev repića od crne dlake posred brade u ponekih muškaraca (ponosnih na tu odliiku).“, karakterizirao ih je jak, grlen smijeh, nepokolebljivost u boju i velika odanost prijateljima. Posjedovali su iznimnu vještinu praćenja svih živih stvorova, zbog svog izoštrenog njuha i vida. Nikad nisu naučili pisati, osim nekoliko jednostavnih znakova kojima bi obilježavali ceste i puteve, ili za određena naređenja. Također, treba spomenuti i njihovu naviku da u vremenima tuge ili nevolje (a ponekad i samo zbog užitka u razmišljanju), potpuno mirno i nepomično sjede satima, nekad i danima.
Njihov teritorij u Beleriandu se djelomice poklapao s teritorijem Halethinog naroda, dakle pretežno u šumi Brethil. Bili su vični obradi drveta i kamena, od kojih su izrađivali svoje „kamene stražare“. To su bili kameni kipovi u prirodnoj veličini koje su Drúedaini postavljali na granice svoje zemlje. Imali su obličja orkova koji bježe u strahu, ili samih Drúedaina koji muče zarobljene orke. Poznati kameni stražari nalazili su se kod Teiglinskih prijelaza, na zapadu Brethila.
O Drúedainima u Númenóru se zna malo, spominju se tek kada su došli Aldarionu Pomorcu, čuvši za njegova putovanja u Međuzemlje, s upozorenjem da će se iz njih izroditi veliko zlo. Od početka njegovih putovanja Drúedaini su se polako, u malim skupinama odseljavali iz Númenóra, tako da ih do propasti tog kraljevstva tamo uopće više nije bilo.
U Trećem dobu Drúedaini su nastavali šumu Drúadan i Drúwaith Iaur, gdje se pretpostavlja da su se i u početku naselili. Tamo su ostavili tragove u vidu kipova koji su stajali na cesti za Dunharrow: „Na svakom zavoju stajali su veliki kameni kipovi isklesani na sliku i priliku ljudi; golemi, nezgrapnih udova, čučali su prekriženih nogu i trupastih ruku skrštenih na debelom trbuhu.“. U vrijeme Rata za prsten poznato je samo njihovo prebivalište u Anórienu, a pretpostavljalo se da u Drúwaith Iauru ne obitavaju više. U Gospodaru prstenova spominju se kao púkel-ljudi, što je Merry primijetio ugledavši Ghân-buri-Ghâna: „Smežurani podbradak bijaše mu obrastao tršavom bradom nalik na suhu mahovinu. Imao je kratke noge i debele ruke, bio je zbijen i ugojen, odjeven samo u travu oko pasa. Merryju se učini da ga je već negdje vidio, i odjednom se sjeti „púkel-ljudi“ iz Dunharrowa.“.

### Istočnjaci
Najveći broj ljudi koji su se borili na strani Morgotha i Saurona potjecao je upravo od Istočnjaka koji su prvotno obitavali u predjelima oko Rhunskog mora. Istočnjaci su bili ljudi iz raznih plemena koja su se ujedno i borila između sebe kako bi dobila prevlast nad čitavim narodom. U Beleriandu se prvi puta spominju za vrijeme Nirnaeth Arnoediada, kada su Istočnjaci pod vodstvom Ulfanga izdali vilenjake s kojima su ušli u savezništvo, uzrokujući njihov pad. Nakon Morgothova pada, Sauron je učvrstio svoju vlast nad Istočnjacima, tako da su oni, nakon Sauronova pada poslije Posljednjeg saveza, prvi opet napali Gondor. Tada ih je odbio kralj Rómendacil, no 49 godina kasnije, 541. godine Trećeg doba vraćaju se, ubivši kralja Rómendacila. Njegov sin Turambar ponovno odbija Istočnjake i zauzima velike teritorije na koje su doatada oni polagali pravo. Poslije toga stoljećima je Gondor zadržao nadmoć nad Istočnjacima, no u 12. st., kada je Gondor prešao svoj vrhunac, i njegova snaga počela slabjeti, Istočnjaci se vraćaju i zauzimaju svu zemlju sve do istočne obale Anduina, osim Ithiliena.

### Vozari
Vozari je zajedničko ime za savez naroda koji su s istoka napadali Gondor u 17./18. stoljeću Trećeg doba. Bili su bolje opremljeni od pojedinačnih plemena koja su dotada zaposjedala Gondor. Njih je pobunio Sauron, iskoristivši ih tako za napad na Gondor. U tome su bili uspješni, osvojivši tako zemlju koja se prostirala od Ered Lithuija do južnih granica Rhovaniona. Time je Sauron omogućio Nazgulima da prijeđu iz Dol Guldura u Mordor neometano kako bi ponovno uspostavili njegovo sjedište u Mordoru. Nedugo nakon svojih pobjeda Vozari su otišli južno od Mordora i udružili se s ljudima u Khandu i Bliskom Haradu, napavši istovremeno Gondor i sa sjeveroistoka i s jugoistoka, što je umalo uzrokovalo pad tog kraljevstva. Njihov pohod prekinuo je Eärnil, koji ih je napao u njihovom taboru za vrijeme pobjedničkog slavlja. Tada su se preživjeli Vozari razbježali i mnogi su umrli u Mrtvim baruštinama. Time se raspao taj veliki savez, a napadi na Gondor su prestali.

### Balchothi
Ljudi koji su živjeli istočno od Mrkodola, i bili su pod utjecajem Dol Guldura. Za vrijeme svoje vladavine tamo, Sauron ih je iskoristio u pokušaju invazije Gondora, no odbili su ih Cirion i Eorl. Dotada su Balchothi već osvojili i opljačkali velik dio Calenardhona. U to vrijeme, Gondor je upravo izgubio kraljevsku dinastiju, a plemena Istočnjaka su se krenula reorganizirati. Tada su se pojavili Balchothi kao dominantno pleme na istoku.

### Haradrimi
Harad je u doba svog nastanka bio Númenórska pokrajina. Točan razlog kvarenja ovih ljudi u Trećem dobu nije poznat, no vjeruje se da ih je Sauron iskvario te ih tako pridružio svojoj vojsci. Uz Haradrime, jedino su Istočnjaci još bili u Sauronovoj službi. Haradrimi su bili nižeg rasta i crnomanjasti, voljeli su rat.

### Varjazi
Ljudi iz Khanda. Dugogodišnji Sauronovi saveznici. U ratu su se služili teškim bojnim sjekirama.

### Gusari iz Umbara (Crni Numenorejci)
Ljudi koji su nastanjivali pokrajinu Umbar, na jugu Međuzemlja. Ime Umbar su nadjenuli prvotni stanovnici te prirodne luke, a na quenyji ta riječ znači sudbina. Umbar je započeo kao Númenórska kolonija, gdje su se mnogi Númenórejci naselili zbog prevelike populacije u matičnoj zemlji, polako istisnuvši prethodno naseljeno stanovništvo. Tamo su oduvijek živjeli ljudi, no organizirana utvrda se pojavljuje tek 2280. godine Drugog doba kada je Sauron ozbiljno zaprijetio Númenórskim kolonijama u Međuzemlju. Kao i Lond Daer u Enedwaithu, a kasnije i Pelargir na Anduinu, Umbar je bio mjesto odakle su se širili númenórska kultura, utjecaj, a tako i vojna sila. Upravo se tamo iskrcao Ar-Pharazôn 3261. godine kada je išao u borbu protiv Saurona. Kada je Númenór propao, Vjerni su došli u Međuzemlje i nastanili se u luci Pelargiru, dok su u Umbaru bili Kraljevi ljudi koji su štovali Melkora. U Trećem dobu ljudi Umbara su bili podrijetlom Gondorci, i vukli su podrijetlo najviše od Castamira Uzurpatora i njegovih sljedbenika. Naime, u doba kada je kralj Calmacil predao prijestolje Eldacaru, pojavio se revolt u narodu zbog toga što je Eldacarova majka bila Sjevernjakinja, tako da je Eldacar bio na pola Gondorac. Castamir je smatrao da bi on trebao dobiti prijestolje, te ga je naposljetku i silom zauzeo. Njegova desetogodišnja strahovlada prekinuta je kad se Eldacar vratio iz izgnanstva i protjerao Castamira. Tada je on uspostavio pokrajinu Umbar kao svoj posjed. Zbog toga Umbar i Gondor nikad nisu bili u dobrim odnosima. Godine 2980. Aragorn je, u službi Namjesnika Echteliona II., odveo mali odred vojnika tamo i spalio većinu umbarske flote i ubio kapetana Umbara pri tome. Tijekom Rata za Prsten Umbar se još uvijek oporavljao od tih gubitaka, no još uvijek je mogao odvojiti 50 velikih brodova i „bezbroj“ malih. Poslije tog poraza, oslabljen i smanjen, Umbar se predao Gondoru. Umbar je brzo postao poznat po svojim čvrstim brodovima, koje su Umbarci najviše koristili u pljačkanju drugih brodova i obalnih područja. Uprava je najvjerojatnije bila organizirana tako da su postojala dva vladara koja su upravljala dvjema najjačim frakcijama u Umbaru: Crnim Númenórejcima i Gusarima. Nakon Sauronova pada, njihov narod je polako opadao brojem, no stav prema Gondoru se održao još dugo.

### Brđani
Ljudi koji su u početku obitavali u Bijelom gorju. U Drugom dobu su se selili na sjever, tako da od njih potječu Dunlanđani i ljudi iz Breeja. Također se spominju kao mrtvi koji su stupali s Aragornom u Ratu za Prsten. Naime, kralj Gorja je Isilduru prisegnuo na vjernost na samom početku kraljevine Gondor. Nedugo poslije toga Sauron je ojačao, i kada je Gondoru trebala pomoć, Isildur je odlučio pozvati se na taj stari savez. No, u međuvremenu, ljudi iz Gorja su se već pokorili Sauronu, te se nisu htjeli boriti na strani Gondora. Tada ih je Isildur prokleo ovim riječima: „Ti ćeš biti posljednji kralj. A ako Zapad bude jači od tvoga crnog gospodara, na tebe i tvoj narod bacam ovo prokletstvo: da ne otpočinete dok ne izvršite svoju prisegu, jer ovaj će rat trajati nebrojene godine, i još ćeš jednom prije kraja biti da se iskupiš.“.  Tada su pobjegli od Isildurovog bijesa i posakrivali se u brdima, polako nestajući.

### Dunlendinzi
U vrijeme trajanja Sjevernog kraljevstva (Arnora), koje se onda proširilo sve do Sivotoka, a Južno kraljevstvo je polagalo pravo na cijeli Enedwaith, u Enedwaithu i Minhiriathu živjeli su ljudi srodni precima Halethinog naroda i zvali su se Dunlendinzi. U to vrijeme ti krajevi su bili potpuno prekriveni šumom. Kada su došli Númenórejci i osnovali Lond Daer, počeli su krčiti te šume kako bi nastavili s izgradnjom svojih brodova. Tada su Dunlendinzi zaratili s Númenórejcima kako bi obranili te krajeve. Kasnije postaju zakleti neprijatelji Rohana. U Ratu za Prsten bili su pod vodstvom Sarumana i borili su se u Rogradu.

## Ilúvatarov dar ljudima
Za razliku od vilenjaka, ljudi nisu bili besmrtni, a time ni vezani toliko za sudbinu Arde, oni su imali drukčiji dar: „I [Eru] učini da srca ljudi tragaju za onim što je izvan ovog svijeta, ne nalazeći ni mira ni spokoja na njemu, ali im poda i vrlinu da mogu sami upravljati svojim životima, sred sila i nepredvidivosti svijeta, neovisni o Pjesmi Ainura koja je svemu drugom poput usuda; i još da u njihovom dijelu sve bude oblikom i djelom zgotovljeno, i svijet ispunjen do zadnje i najmanje sitnice.“ (Silmarillion, str. 42). Tako, nakon određenog vremena ljudi umiru, a zatim odlaze u Mandosove dvore, u prostorije gdje su odvojeni od vilenjaka i svih ostalih bića. Nakon toga otputili bi se izvan svijeta, točno gdje nitko ne zna, pa čak ni Valari. Time su se razlikovali od svih drugih bića na Ardi, koja su bila vezana za svijet i njegovu sudbinu. To je omogućilo ljudima da sami stvaraju svoju sudbinu. Najmudriji među ljudima odnosili su se prema smrti kao daru (što je u početku i bio) i kada im je došlo vrijeme, rado su se prepuštali smrti. To se najbolje vidi kod ranih númenórskih kraljeva, pa tako i kod Aragorna. Taj dar je okaljao Morgoth, zbog kojega su se ljudi počeli bojati smrti. Taj strah dosegao je vrhunac u kasnijim danima Númenóra, kada ni duge godine života podarene Númenórejcima nisu bile dovoljne, a mudraci su pokušavali sve što su mogli kako bi izbjegli smrti. To je nakraju dovelo do uništenja Númenóra, kada je vojska Ar-Pharazôna stupila u Neumiruće zemlje, pogrešno vjerujući da se u njima krije tajna vječnog života.

## Jezici
Ljudi su oduvijek govorili vestronom, ali njegov taj vestron je uvijek bio nekim dijelom pod utjecajem vilenjaka. Vestronski su u početku govorili Edaini, tj. oni ljudi koji su se doselili u Beleriand. Ljudi su međutim brzo usvajali vilenjačke govore, tako da se u cijelom Beleriandu ustalio sindarinski kao univerzalni jezik. Tako je i ostalo sve do Drugog doba, kada se na Númenóru razvio tzv. adunaički, a, uz pomoć Eldara, Dúnedaini su naučili i quenyju, jezik plemenitih vilenjaka iz Valinora. Na quenyji su davali imena svojim kraljevima i mnogim gradovima (Númenóre, Elendil, Isildur, Anárion, Elessar). U Pelargiru, gdje se su se Númenórejci nastanili, adunaički se izmiješao s govorima običnih ljudi, i odatle je nastao „zajednički jezik“. U Trećem dobu, kad je zajednički jezik gotovo istisnuo sve ostale jezike, imena gradova i osoba, a naročito u Gondoru, ostala su na vilenjačkom (Umbar, Arnach, Erech, Eilenach, Rimmon, Forlong...). Ljudi sa sjevera bili su srodni Edainima, pa je i njihov jezik bio sličan adunaičkom, no u isto vrijeme, zadržao je mnoge karakteristike zajedničkog jezika. Ljudi Rohana služili su se zajedničkim jezikom po uzoru na svoje saveznike u Gondoru, iako su između sebe ponekad govorili i svojim starim jezikom.

## Članak preuzet sa:
Ea - hrvatski Tolkien portal  Arhivirana inačica izvorne stranice od 21. kolovoza 2007. (Wayback Machine)